# Napoleão Tavares
Napoleão Tavares (Ubá, 23 de julho de 1892 – Rio de Janeiro, 22 de abril de 1965) foi um maestro, trompetista, compositor e arranjador brasileiro.

## Biografia
Começou seu aprendizado musical entre os 15 e 16 anos numa aula particular, e, segundo matéria na Revista do Rádio, foi contra sua vontade, obedecendo o desejo do pai. Terminando o curso, continuou os estudos no Rio de Janeiro com os maestros Duchesses e Sizino Pereira de Souza. Depois mudou-se para Além Paraíba, empregando-se na oficina da Estrada de Ferro Leopoldina. Lecionou no Liceu de Artes e Ofícios e lá organizou uma banda de meninos, que ganhou o reconhecimento local.
Quando tinha cerca de 22 anos decidiu tentar a sorte no Rio de Janeiro. Ao chegar à cidade fez um teste como trompetista no Circo Spinelli, sendo contratado como membro da orquestra que animava os espetáculos. Em 1915 casou e abandonou a música para se dedicar ao comércio, mas não teve sucesso e voltou à carreira musical. Atuou nos conjuntos do Cine Palácio, do hotel Copacabana Palace, do Cassino Atlântico e do Cassino Beira-Mar. Na década de 1920 já era um trompetista consagrado no mercado fonográfico, principalmente nos gêneros do choro e do jazz. Segundo Mota Júnior & Borém, era "muito requisitado pelo domínio técnico que tinha sobre o instrumento". Em 1927 venceu um concurso de trompete promovido pelo Theatro Municipal.

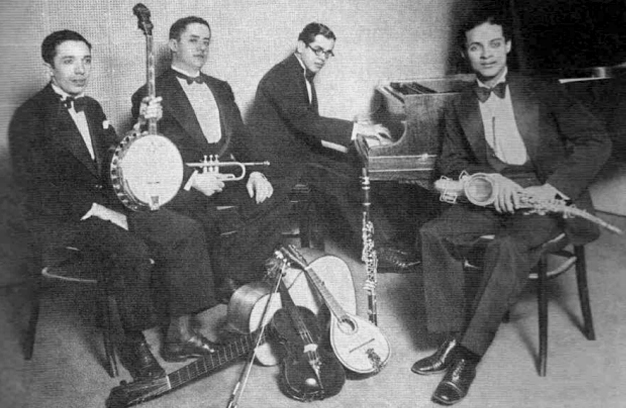
Grupo Jazz Columbia, com Zezinho no banjo, Napoleão Tavares no trompete, Gaó no piano e Jonas Aragão no saxofone

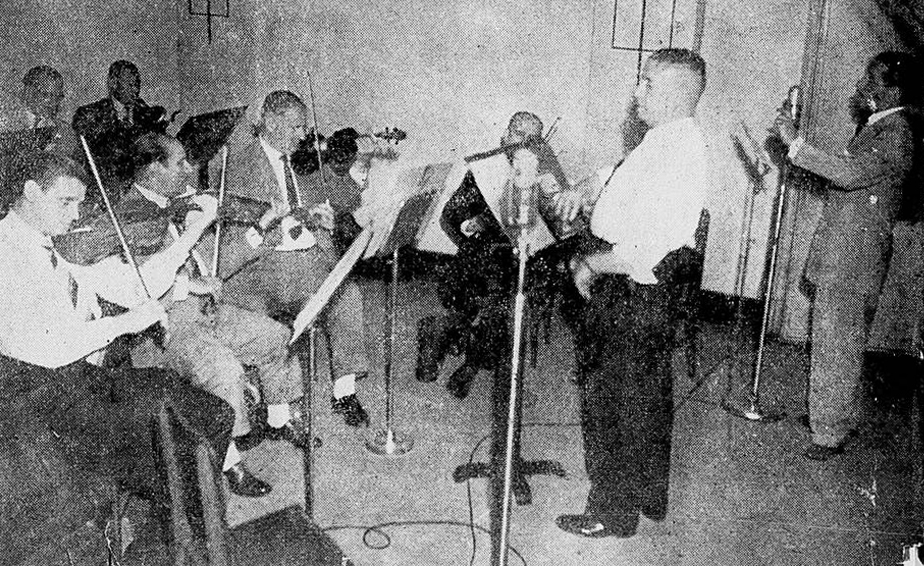
Napoleão Tavares ensaiando sua orquestra

Atuou também na Orquestra de Cícero Meneses, que acompanhava filmes mudos no Cine Avenida, em 1918 formou a Orquestra Apolo Jazz, que tinha como pianista Ary Barroso e excursionou pela Bahia, e na década de 1920 participou da Orquestra Colbáz, um grupo de estúdio fixo da gravadora Columbia, bem como da Grande Orquestra Columbia e do grupo Jazz Columbia como instrumentista e maestro. Suas apresentações com os grupos da Columbia eram muito elogiadas na imprensa: "A Orquestra Columbia é um dos melhores conjuntos de jazz que tem conhecido o Rio, e através do rádio, todo o Brasil. [...] Napoleão Tavares, que a dirige, tem ao sabor de sua batuta uma plêiade de professores, figuras esplêndidas"; "magnífica Orquestra Columbia, dirigida por Napoleão Tavares".
Com o fim do cinema mudo, em 8 de dezembro de 1930, nos primeiros meses de governo de Getúlio Vargas, após uma marcha à luz de tochas em defesa da classe dos músicos, fez parte da comissão, junto com Pixinguinha, Donga e outros músicos, que entregou ao presidente um memorial narrando as dificuldades que os músicos passavam com a restrição do mercado de trabalho e solicitando a cobrança de direitos autorais nas execuções públicas de música gravada, pedindo também a inclusão obrigatória de dois terços de música nacional na programação das casas de diversões e a regulamentação da apresentação de conjuntos nas salas de espera de cinemas.
No mesmo período, quando era estável na Rádio Mayrink Veiga, onde permaneceu por nove anos, formou sua própria orquestra, chamada a partir de 1935 de Napoleão Tavares e Seus Soldados Musicais. Em 1936, devido a um problema de saúde, teve de abandonar o trompete, passando a se dedicar à regência. Sua orquestra foi uma das primeiras a atuar no rádio, sendo contratada sucessivamente por várias emissoras: Rádio Educadora, Rádio Tamoio, Rádio Tupi, Rádio Jornal do Brasil, Rádio Clube Brasil e Rádio Guanabara. O conjunto ficou famoso nas décadas de 1930 e 1940, sendo um dos principais destaques da Era de Ouro do rádio nacional. Também animou muitos bailes, festividades, formaturas e carnavais.
Além do seu conjunto próprio, assumiu também a direção das orquestras da Rádio Mayrink Veiga e da Rádio Guanabara. Dirigiu diversos programas radiofônicos da programação regular, entre eles o Programa das Donas de Casa na Rádio Mayrink Veiga, na Rádio Clube o Programa Napoleão Tavares e Fim de Semana, e na Rádio Guanabara os programas Valores Novos, e Parada de Ritmos. Em 1951 fez uma turnê pelo Norte e Nordeste.
Teve três filhos: Eduardo, falecido em um acidente quando servia no Exército, Ward, falecido em 1945 no naufrágio do cruzador Bahia, quando estava servindo na Marinha, e Waldyr, médico.

## Discografia
Gravou muitas canções, marchas, choros, sambas e valsas de diversos compositores, entre eles Elias Amaral, Atílio Grany, Jonas Aragão, Sílvio Perazzini, Castro Barbosa, Hervé Cordovil, Haroldo Lobo, Milton de Oliveira, Roberto Roberti, Heitor dos Prazeres, Pedro Camargo, Antônio Almeida, Alberto Ribeiro, Vicente Paiva e Luís Peixoto, destacando-se os grandes sucessos Tico-tico no fubá (1931, de Zequinha de Abreu), a marcha As pastorinhas (1937, de Noel Rosa e João de Barro, cantada por Sílvio Caldas), e a marcha carnavalesca Eu não te dou a chupeta (1939, de Silvino Neto e Plínio Bretas, cantada pelas Irmãs Pagâs). Fez também acompanhamento para gravações de Barbosa Júnior, Arnaldo Amaral, Castro Barbosa, Gilberto Silva, Emilinha Borba, André Filho, Déo e João Petra de Barros.
Suas composições próprias são poucas: os choros Recordando-te e Laís, a valsa Meu amor é só teu (com Jaime Redondo), todas gravadas pela Columbia em 1930, as emboladas Paraguassu se diverte e Miss Brasil do coração, gravadas por Paraguassu, e o samba Cabrocha dengosa (com João Castilho, gravado pela Columbia).
Gravações da sua orquestra foram incluídas na trilha sonora de vários filmes, entre eles Coisas Nossas (1931, de Wallace Downey), o primeiro filme falado e cantado do Brasil, onde aparece atuando ao vivo, Banana-da-terra (1939, de Ruy Costa), Céu Azul (1940, de Ruy Costa), Direito de Pecar (1940, de Léo Marten), Abacaxi Azul (1944, de Wallace Downey) e Berlim da Batucada (1944, de Luiz de Barros), e foi ator em Mágoa Sertaneja (1931, de Wallace Downey).